# Kloster La Merci-Dieu
Das Kloster La Merci-Dieu (Misericordia Dei) – nicht zu verwechseln mit der bestehenden Trappistinnenabtei Notre-Dame de la Merci-Dieu in Saint-Jean-d’Assé – ist eine ehemalige Zisterzienserabtei in der Gemeinde La Roche-Posay im Département Vienne, Region Nouvelle-Aquitaine, in Frankreich, etwa 28 km östlich von Châtellerault, am Ufer des Flusses Gartempe.

## Geschichte
Das zunächst Bécheron genannte Kloster wurde 1151 von Eschivard, dem Herrn von Preuilly-sur-Claise (siehe Haus Preuilly), gestiftet und nahm gegen 1175 den Namen La Merci-Dieu an. Es war ein Tochterkloster von Kloster Chaalis aus der Filiation der Primarabtei Pontigny (nach anderen Angaben von Kloster Cherlieu und damit Filiation von Kloster Clairvaux). Von dem Kloster hing das Priorat von Tartifumé in Ingrandes ab. Es besaß zudem die Grangien Plain-Bois, Oiré, Bécheron, Brene, Paire und Regne sowie verschiedene Ländereien. Der Theologe Jean Bourgeois erhielt gegen 1660 die der strengen Observanz angehörende Abtei in Kommende. Im Verlauf der Französischen Revolution wurde das Kloster im Jahr 1791 aufgelöst.

## Bauten und Anlage
Erhalten sind einige Räume in einem privaten Anwesen, eine Mühle, die als Scheune genutzte Kapelle und ein kurz vor dem Ende des Klosters erneuerter Kreuzgangflügel. Die Kirche Notre-Dame in La Roche-Posay bewahrt einen Altar aus dem Kloster.